# جاش تامسون
جاش تامسون (انگلیسی: Josh Thomson؛ زادهٔ ۲۱ سپتامبر ۱۹۷۷) ورزشکار هنرهای رزمی ترکیبی اهل ایالات متحده آمریکا است. وی بین سال‌های ۲۰۰۱ تا ۲۰۲۰ میلادی فعالیت می‌کرد.